# Eutelsat 21B
Eutelsat 21B — телекоммуникационный спутник, эксплуатируемый одноимённой компанией. Космический аппарат был выведен на орбиту ракетой-носителем Ариан-5 10 ноября 2012 21:05 UTC.

## Описание
Echostar 17 был разработан компанией Thales Alenia на базе платформы Spacebus-4000C3. Масса спутника — 5000 кг. В качестве полезной нагрузки он несёт 40 транспондеров Ku-диапазонаа. Ожидается, что спутник прослужит как минимум 15 лет.
Согласно сообщениям КА выведен на штатную орбиту и функционирует нормально.
24 ноября 2012 на спутнике начались первые испытательные запуски аппаратуры. Начало коммерческой эксплуатации запланировано на середину декабря.